# Politique de la division
La politique de la division (wedge politics) consiste à lancer un débat social sur des enjeux portant à controverse (wedge issues) pour polariser une population ou un groupe politique. Ce débat est amené dans la sphère publique en vue de fragiliser l’unité du groupe visé, dans le but d’inciter certaines personnes à accorder leur soutien à leur opposant. 
Les campagnes politiques peuvent faire place à la politique de la division afin d’exploiter une tension au sein de la population. L'enjeu polarisant peut être un point de désaccord au sein d’un parti, qui divisera sa base. Souvent, il s'agit de thèmes populistes ou culturels tels que la criminalité, la sécurité nationale, la sexualité (par exemple le mariage gay), ou l'ethnicité. Un parti politique peut susciter un débat polarisant chez l'opposant pour ensuite s’aligner avec la faction dissidente de cette opposition. Le débat aura pour but de produire des effets tels que :
- Des conflits virulents au sein du parti d’opposition, produisant chez le public une impression de débâcle;
- La défection de militants de la faction minoritaire du parti d’opposition, au profit du parti initiateur, ou d’autres partis;
- La légitimation de sentiments qui, bien qu’ils couvent dans la population, sont généralement considérés comme inappropriés ou politiquement incorrects. Les critiques de l’opposition apparaissent dès lors motivées par des groupes d’intérêts ou des idéologies extrémistes.
- Dans certains cas extrêmes, la politique de la division peut contribuer à l’éclatement effectif d’un parti et amener la formation d’un nouveau parti dissident, entraînant avec lui un certain nombre d’électeurs potentiels.

Afin de se prémunir contre ces risques, le parti visé par la politique de la division peut décider de prendre une voie pragmatique et de soutenir officiellement les vues de sa propre faction minoritaire. Par contre, ceci peut entraîner la défection de militants de la faction majoritaire vers un tiers parti.